# Eleni Daniilidou
Eleni Daniilidou (grekiska: Ελένη Δανιηλίδου), född 19 september 1982 i Chania, Kreta, Grekland, är en grekisk tennisspelare